# Amazona rhodocorytha
El loro de cejas rojas, amazona de frente roja o amazona coronirroja (Amazona rhodocorytha) es una especie de ave psitaciforme sudamericana de la familia Psittacidae endémica de la Mata Atlántica en el este de Brasil, donde se le conoce como papagaio chauá. Se ha considerado una subespecie de Amazona dufresniana, pero hoy en día todas las principales autoridades las consideran especies separadas.

## Descripción
Tiene una corona de color rojo brillante que se desvanece a marrón violáceo en la parte posterior. Las mejillas y la garganta son azules y el plumaje de las alas y el cuerpo es verde con marcas oscuras en la parte posterior del cuello. Se pueden ver manchas negras y rojas en las alas cuando están extendidas y las plumas de la cola tienen marcas rojas y puntas amarillas. El pico y las patas son de color gris y el iris del ojo es de color marrón anaranjado.

## Amenazas
Es una especie amenazada debido a la destrucción de hábitat y el comercio de mascotas.